# Circaetus beaudouini
L'aquila serpentaria di Beaudouin (Circaetus beaudouini J.Verreaux & Des Murs, 1862) è un uccello rapace della famiglia degli Accipitridi, diffuso nell'Africa subsahariana.

## Descrizione

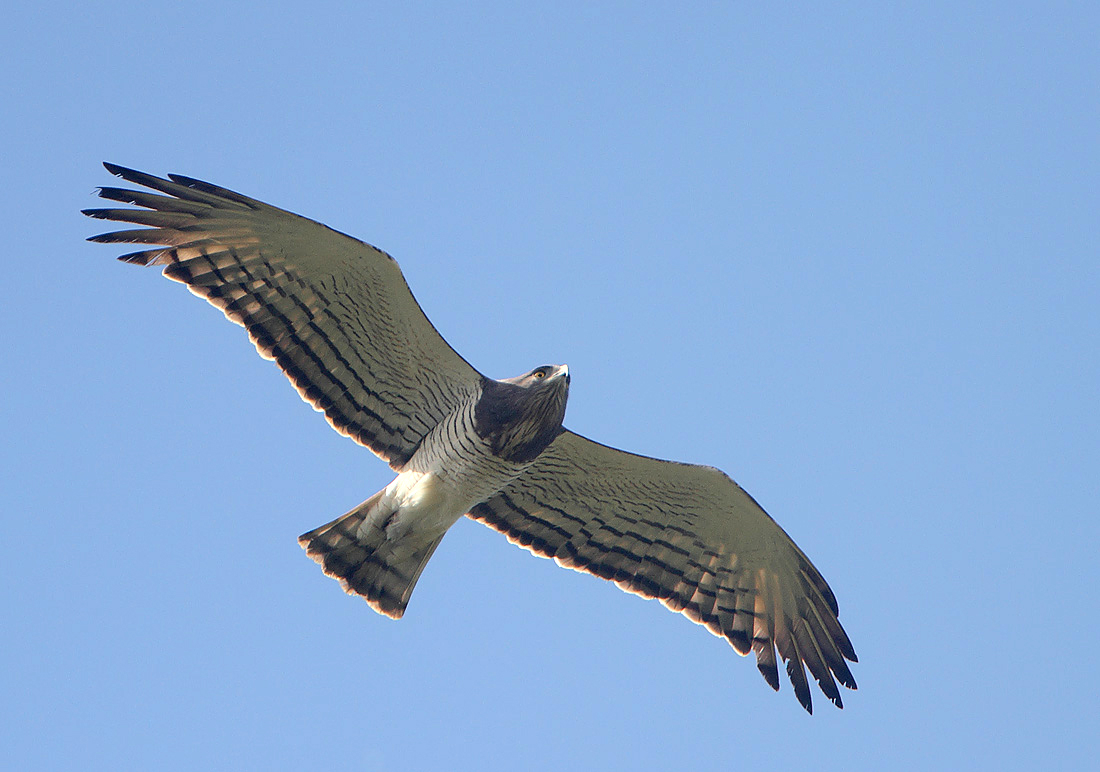

È un rapace di media taglia, lungo 60–66 cm e con una apertura alare di 155–170 cm.

## Biologia

### Alimentazione
Si nutre prevalentemente di serpenti, ma occasionalmente anche di altri piccoli vertebrati (piccoli mammiferi, sauri e altri uccelli).

## Distribuzione e habitat
L'areale di Circaetus beaudouini copre una fascia relativamente stretta dell'Africa subsahariana, che si estende da Senegal, Gambia e Mauritania a ovest, sino a Sudan, Sud Sudan, Uganda e 
Kenya a est, spingendosi a sud sino a Guinea, Costa d'Avorio, Ghana, Burkina Faso, Nigeria, Camerun e Repubblica Centrafricana.

## Conservazione
La IUCN Red List classifica Circaetus beaudouini come specie vulnerabile (Vulnerable).